# Trichomalopsis tachinae
Trichomalopsis tachinae är en stekelart som först beskrevs av Charles Joseph Gahan 1917.  Trichomalopsis tachinae ingår i släktet Trichomalopsis och familjen puppglanssteklar. Inga underarter finns listade i Catalogue of Life.